# Bavariaring
Der Bavariaring ist eine ca. 1450 m lange Innerortsstraße im Münchner Stadtbezirk Ludwigsvorstadt-Isarvorstadt. Sie umrandet zusammen mit der westlich liegenden Theresienhöhe die Theresienwiese. Das Monumentalstandbild der Bavaria war Ursprung für die Namensgebung um 1887.

## Beschreibung
Am Bavariaring 5 liegt die Öffentliche Bedürfnisanstalt am Bavariaring, am Bavariaring 37 sitzt der Bayerische Lehrer- und Lehrerinnenverband, am Bavariaring 46 die Maria-Theresia-Klinik. Am Bavariaring liegt der U-Bahnhof Theresienwiese. Am Bavariaring Nr. 21 lag das Reichsamt für Agrarpolitik.

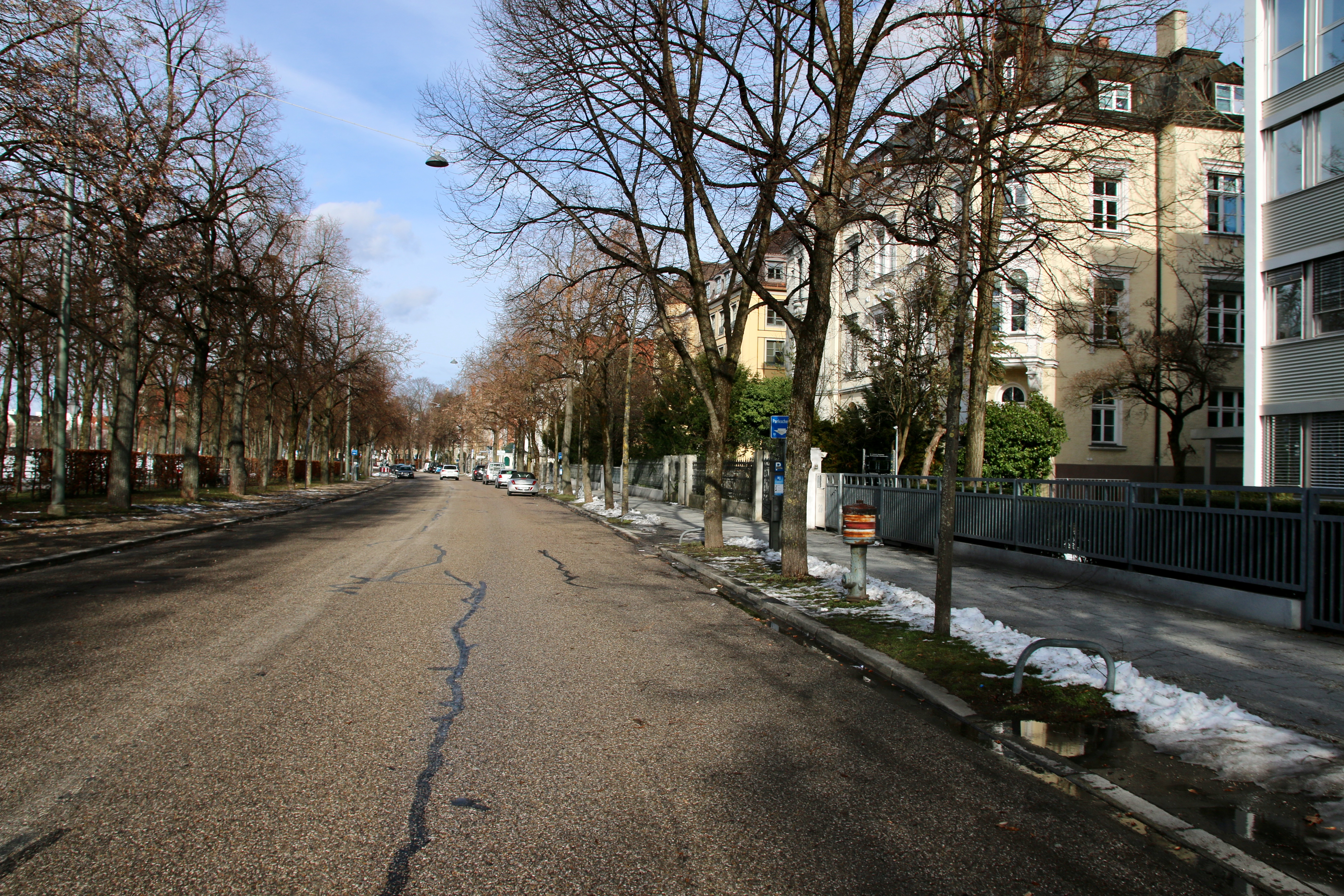
Die Straße ist geprägt von repräsentativen Stadtvillen

Am Bavariaring gibt es 26 denkmalgeschützte Gebäude, siehe auch: Liste der Baudenkmäler in der Ludwigsvorstadt.